# Louis Hayes
 Louis Hayes — дебютний студійний альбом американського джазового ударника Луї Гейза, випущений у 1960 році лейблом Vee-Jay.

## Опис
На цій сесії грає квінтет Кеннонболла Еддерлі зразка 1960 року (з ударником Луї Гейзом, корнетистом Нетом Еддерлі, піаністом Баррі Гаррісом і басистом Семом Джонсом) за участі тенор-саксофоніста Юсефа Латіфа замість самого Еддерлі. Попри відсутність альт-саксофоніста Кеннонболла, контраст корнета його брата Нета і тенор-саксофона Латіфа виокремлюють цю сесію свінгового бопу.

## Список композицій
1. «Hazing» (Юсеф Латіф) — 3:33
2. «Rip de Boom» (Кеннонболл Еддерлі) — 5:20
3. «Teef» (Сільвестр Кайнер) — 9:50
4. «I Need You» (Баррі Гарріс) — 7:40
5. «Back Yard» (Баррі Гарріс) — 5:50
6. «Sassy Ann» (Нет Еддерлі) — 4:28

## Учасники запису
- Нет Еддерлі — корнет
- Юсеф Латіф — тенор-саксофон
- Баррі Гарріс — фортепіано
- Сем Джонс — контрабас
- Луї Гейз — ударні

Технічний персонал
- Сід Маккой — продюсер
- Ральф Дж. Глісон — текст